# Walter de Milemete

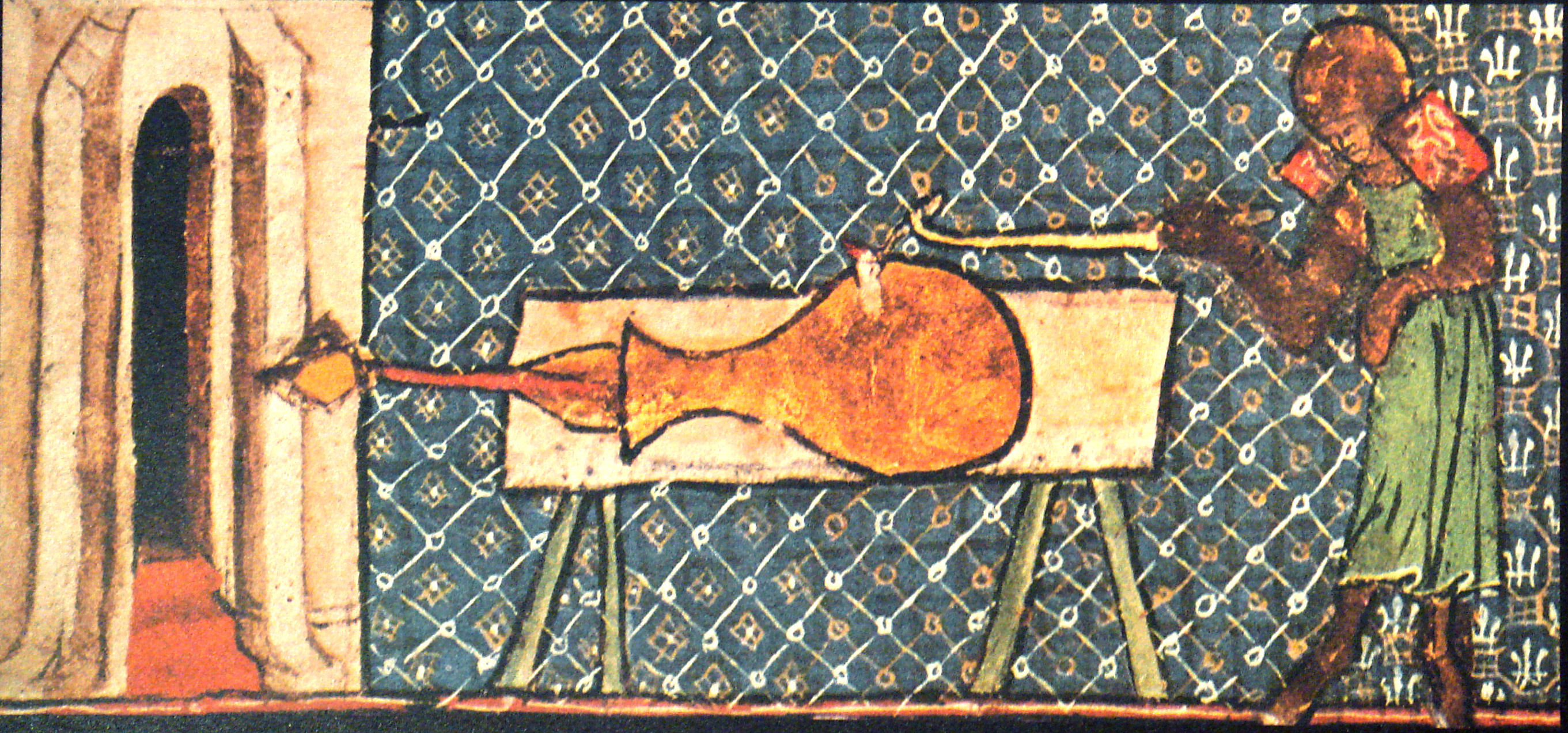
Primera ilustración de un cañón europeo, en De nobilitatibus sapientii et prudentiis regum, por Walter de Milemete, 1326.

Walter de Milemete fue un erudito inglés que escribió en 1326 un tratado de política para el joven príncipe Eduardo, posteriormente el rey Eduardo III de Inglaterra, titulado De nobilitatibus, sapientiis, et prudentiis regum. El tratado incluye ilustraciones de armas de asedio y lo que probablemente es la primera ilustración de un arma de fuego: un pot-de-fer. Una de las ilustraciones marginales en el tratado de Milemete muestra a un soldado disparando un gran cañón en forma de jarrón, observándose la salida del proyectil en forma de flecha del cañón, que apunta hacia una fortificación. En el asedio de Cividale de 1331, los caballeros alemanes emplearon cañones que probablemente eran muy similares a las armas descritas por Milemete.
El tratado también incluye una ilustración de San Jorge entregándole al príncipe Eduardo un escudo decorado con su escudo de armas. El manuscrito, encuadernado en terciopelo rojo, se encuentra en la biblioteca de Christ Church, Oxford. El tratado también tiene una ilustración donde un grupo de caballeros vuelan una cometa incendiaria cargada con un artefacto incendiario de pólvora negra sobre la muralla de una ciudad.